# 赤池高行
赤池 高行（あかいけ たかゆき、1968年9月8日 - ）は、日本の俳優、スタントマン。東京都出身。アーバンアクターズに業務提携として所属している。
身長181cm。体重73kg。

## 出演

### 映画
- やくざ道入門（1994年）
- GONIN（1995年）
- 安藤組外伝 群狼の系譜（1998年）
- 修羅のみち2 関西頂上決戦（2001年） - 深谷 役
- episode 2002 Stereo Future（2001年）
- わたしのグランパ（2003年）
- ラスト サムライ（2003年）
- どろろ（2007年）
- 椿三十郎（2007年）
- 魍魎の匣（2007年）
- これでいいのだ!!映画★赤塚不二夫（2011年）
- 一枚のハガキ（2011年）
- 臨場 劇場版（2012年）
- アウトレイジ ビヨンド（2012年）
- 花と蛇 ZERO（2014年）
- ふしぎな岬の物語（2014年）
- 25 NIJYU-GO（2014年）
- ソロモンの偽証 前・後編（2015年）
- 龍三と七人の子分たち（2015年）
- おかあさんの木（2015年）

### テレビドラマ
NHK
- 元禄繚乱（1999年） - 横川勘平 役
- すずらん（1999年）

日本テレビ
- 私立探偵 濱マイク（2002年）

TBS
- サラリーマン金太郎スペシャル（1999年）
- 東京スカーレット〜警視庁NS係（2014年）
- 警部補・杉山真太郎〜吉祥寺署事件ファイル（2015年）

フジテレビ
- 金曜エンタテイメント
  - 「動く壁」（1994年）
- 金曜プレステージ
  - 「外科医 鳩村周五郎 第3章」（2014年）

テレビ朝日
- 愛しの刑事（1992年）
- 土曜ワイド劇場
  - 「西村京太郎トラベルミステリー 27」（1995年）
  - 「ハラハラ刑事〜危険な二人の犯罪捜査〜 1」（2004年）
  - 「森村誠一の終着駅シリーズ 26」（2012年）
- はみだし刑事情熱系 PART5（2001年）
- 妄想捜査〜桑潟幸一准教授のスタイリッシュな生活（2012年）
- Answer〜警視庁検証捜査官（2012年）
- ドラマスペシャル 遺留捜査（2013年）
- TEAM -警視庁特別犯罪捜査本部-（2014年）
- 刑事7人（2017年） - 小泉竜二

テレビ東京
- お助け同心が行く!（1994年）
- 姫将軍大あばれ（1995年）
- 大江戸捜査網

WOWOW
- ドラマW
  - 「ぶるうかなりや」（2005年）
  - 「アルバイト探偵（アイ）」（2005年）
  - 「借王＜シャッキング＞II -運命の報酬-」（2011年）
  - 「HOTEL -NEXT DOOR-」第6話（2022年10月15日） - 中国人マフィア 役[3]

BSジャパン
- ドラマスペシャル「この世で俺/僕だけ」TV版（2013年）

### Vシネマ
- BE-BOP-HIGHSCHOOL（1996年）
- 魔界転生 THE ARMAGEDDON（1996年）
- 新・湘南爆走族 荒くれKNIGHT（1998年）
- 新・首領への道 1（2012年）

### CM
- ニコン COOLPIX S9700（2014年）
- 丸美屋食品 こだわり食感 ふりかけ（2015年）